# CRB Sfisef
 (décembre 2017).
Si vous disposez d'ouvrages ou d'articles de référence ou si vous connaissez des sites web de qualité traitant du thème abordé ici, merci de compléter l'article en donnant les références utiles à sa vérifiabilité et en les liant à la section « Notes et références ».
Maillots
Le Chabab Riadhi Baladiat Sfisef (en arabe : الشباب الرياضي لبلدية سفيزف), plus couramment abrégé en CRBS et plus connu sous le nom de Chabab de Sfisef, est un club algérien de football fondé en 1934 et basé dans la ville de Sfisef.

## Histoire
Le club évolue à plusieurs reprises en  deuxième division, mais sans jamais atteindre la première division. 
Après l’indépendance de l'Algérie, le CRBS intègre le championnat national en Critérium Honneur 1962-1963 le 7 octobre 1962, championnat organisé sous la forme de 7 groupes de 10 clubs chacun. Le CRBS commence dans le groupe V de l'Ouest,,, mais se voit relégué en Championnat d'Algérie de football de Première Division D3 1963-1964 .
- le CRBS participe en Coupe d'Algérie 1962-1963 le 21 octobre 1962 match du premier tour perdu contre le GC Mascara par 2-1 au stade Municipal de Mercier Lacombe
- Actuellement, il évolue en championnat d'Algérie inter-régions D4.

## Parcours

### Classement en championnat par année
- 1962-63 : C-H Ouest groupe V, 6e
- 1963-64 : D4, 2eD Ouest, ?e
- 1964-65 : D4, 1reD Ouest, ?e
- 1965-66 : D3, PH Ouest groupe B, 1re, Barrages 3e
- 1966-67 : D4, 1reD Ouest groupe, ?e
- 1967-68 : D4, 1reD Ouest groupe, ?e
- 1968-69 : D4, 1reD Ouest groupe B, ?e
- 1969-70 : D4, 1reD Ouest groupe, ?e
- 1970-71 : D4, 1reD Ouest groupe, ?e
- 1971-72 :
- 1972-73 :
- 1973-74 :
- 1974-75 :
- 1975-76 :
- 1976-77 :
- 1977-78 :
- 1978-79 :
- 1979-80 :
- 1980-81 : D3, DH Ouest groupe, ?e
- 1981-82 : D3, DH Ouest groupe, ?e
- 1982-83 : D3, DH Ouest groupe, 1re, Barrages 3e
- 1983-84 : D3, DH Ouest groupe, ?e
- 1984-85 : D2, D2 Ouest , 2e
- 1985-86 : D2, D2 Ouest , 7e
- 1986-87 : D2, D2 Ouest , 8e
- 1987-88 : D2, D2 Ouest , 7e
- 1988-89 : D3 ,Régional Ouest, 12e
- 1989-90  : D3 , Régional Ouest, 8e
- 1990-91 : D3 ,Régional Ouest, 10e
- 1991-92 : D3 ,Régional Ouest, ?e
- 1992-93 : D3, Régional Ouest, 2e
- 1993-94 : D3, Régional Ouest, ?e
- 1994-95 : D3, Régional Ouest, 16e
- 1995-96 : D4, DH Ouest groupe B, ?e
- 1996-97 : D4, DH Ouest groupe B, ?e
- 1997-98 : D3 ,Régional Ouest, ?e
- 1998-99 : D3 ,Régional Ouest, 15e
- 1999-00 : D5, PH Ouest, ?e
- 2000-01 :
- 2001-02 :
- 2002-03 :
- 2003-04 :
- 2004-05 :
- 2005-06 :
- 2006-07 :
- 2007-08 :
- 2008-09 : D5, R2 Oran groupe C, 1re
- 2009-10 : D4, R1 Oran[4], ?e
- 2010-11 : D5, R1 Oran, ?e
- 2011-12 :
- 2012-13 :
- 2013-14 :
- 2014-15 :
- 2015-16 :
- 2016-17 : D4, Inter-Régions Ouest, ?e
- 2017-18 : D4, Inter-Régions Ouest, ?e
- 2018-19 : D4, Inter-Régions Ouest, ?e
- 2019-20 : D4, Inter-Régions Ouest, ?e
- 2020-21 : Saison Blanche
- 2021-22 : D4, R1 Oran, ?e
- 2022-23 : D5, R2 Oran groupe B, ?e
- 2023-24 : D5, R2 Oran groupe B, ?e
- 2024-25 : D5, R2 Oran groupe B, ?e

### Parcours du CRB Sfisef en coupe d'Algérie
| Saison  | Tour          | Matchs          | Résultats     |
| ------- | ------------- | --------------- | ------------- |
| 1962-63 | 1re T.R       | GC Mascara      | 2-1           |
| 1963-64 | ?             | ?               | ?             |
| 1964-65 | 4e T.R        | FCB Frenda      | ?             |
| 1965-66 | 1/64 finale   | JSM Tiaret      | sur tapis     |
| 1966-67 | 1/64 finale   | GC Mascara      | 2-0           |
| 1967-68 | 1/64 finale   | ?               | ?             |
| 1968-69 | ?             | ?               | ?             |
| 1969-70 | ?             |                 | ?             |
| 1970-71 | ?             |                 | ?             |
| 1971-72 | ?             |                 | ?             |
| 1972-73 | ?             | ?               | ?             |
| 1973-74 | ?             | ?               | ?             |
| 1974-75 | ?             | ?               | ?             |
| 1975-76 | 1/16 finale   | HAMRA Annaba    | 5-2           |
| 1976-77 | ?             | ?               | ?             |
| 1977-78 | ?             | ?               | ?             |
| 1978-79 | ?             | ?               | ?             |
| 1979-80 | 1/16 finale   | MC Oran         | 3-0           |
| 1980-81 | ?             | ?               | ?             |
| 1981-82 | ?             | ?               | ?             |
| 1982-83 | ?             | ?               | ?             |
| 1983-84 | ?             | ?               | ?             |
| 1984-85 | 1/32 finale   | JSM Tiaret      | 3-2           |
| 1985-86 | 1/32 finale   | JSM Tiaret      | 3-0 Forfait   |
| 1986-87 | 1/16 finale   | Nadit Bel Abbés | 1-0 a.p       |
| 1987-88 | 1/32 finale   | WA Tlemcen      | 1-0           |
| 1988-89 | 1/64 finale   | ES Mostaganem   | 1-0           |
| 1989-90 | N.J           | N.J             | N.J           |
| 1990-91 | 1/16 finale   | CS Constantine  | 3-1           |
| 1991-92 | ?             | ?               | ?             |
| 1992-93 | N.J           | N.J             | N.J           |
| 1993-94 | 1/64 finale   | GC Mascara      | 3-0           |
| 1994-95 | ?             | ?               | ?             |
| 1995-96 | ?             | ?               | ?             |
| 1996-97 | ?             | ?               | ?             |
| 1997-98 | ?             | ?               | ?             |
| 1998-99 | ?             | ?               | ?             |
| 1999-00 | ?             | ?               | ?             |
| 2000-01 | ?             | ?               | ?             |
| 2001-02 | ?             | ?               | ?             |
| 2002-03 | ?             | ?               | ?             |
| 2003-04 | Avant dernier | ES Mostaganem   | 1-0           |
| 2004-05 | ?             | ?               | ?             |
| 2005-06 | ?             | ?               | ?             |
| 2006-07 | 1re T.R       | CRB Oued Tlélat | 0-0 t.a.b 5-3 |
| 2007-08 | 2e T.R        | CR Témouchent   | 1-0           |
| 2008-09 | ?             | ?               | ?             |
| 2009-10 | ?             | ?               | ?             |
| 2010-11 | ?             | ?               | ?             |
| 2011-12 | ?             | ?               | ?             |
| 2012-13 | 1/64 finale   | IRB El Kerma    | 1-0           |
| 2013-14 | ?             | ?               | ?             |
| 2014-15 | ?             | ?               | ?             |
| 2015-16 | Avant dernier | SCM Oran        | 2-2 t.a.b     |
| 2016-17 | 1/64 finale   | CRB Hennaya     | 4-0           |
| 2017-18 | ?             | ?               | ?             |
| 2018-19 | 1/64 finale   | ICS Tlemcen     | 2-1           |
| 2019-20 | ?e T.R        |                 | ?             |
| 2020-22 | N.J           | N.J             | N.J           |
| 2022-23 | ?e T.R        |                 | ?             |
| 2023-24 | ?e T.R        |                 | ?             |
| 2024-25 | ?e T.R        |                 | ?             |